# Großer Preis von Frankreich 1956
Der Große Preis von Frankreich 1956 (offiziell XLII Grand Prix de l’ACF) fand am 1. Juli auf dem Circuit de Reims-Gueux in Reims statt und war das fünfte Rennen der Automobil-Weltmeisterschaft 1956.

## Bericht

### Hintergrund
Nach der Absage des Großen Preises von Frankreich 1955, fand das Rennen nach einem Jahr Pause wieder auf dem Circuit de Reims-Gueux statt. Juan Manuel Fangio gewann den Grand Prix in den Vorjahren dreimal, Mike Hawthorn einmal. Von den teilnehmenden Teams am Großen Preis von Frankreich 1956 gewann lediglich Ferrari 1953 ein Rennen auf dieser Strecke.
Ferrari setzte in diesem Rennen auf seine drei Stammpiloten Fangio, Eugenio Castellotti und den Gewinner des vorherigen Rennens, Peter Collins. Ein weiterer Wagen wurde dem Spanier Alfonso de Portago zur Verfügung gestellt, der sein erstes Formel-1-Rennen bestritt und ein fünfter Wagen kam für Olivier Gendebien zum Einsatz.
Ferraris größter Konkurrent der Automobil-Weltmeisterschaft 1956 war bis zu diesem Zeitpunkt Maserati, die ein Cockpit an Piero Taruffi vergaben. Dieses Cockpit wurde frei, nachdem Mike Hawthorn zum Vanwall Team gewechselt hatte. Dort war er Teamkollege von Harry Schell und Colin Chapman, der sein einziges Rennen bestritt und später als Rennwagenkonstrukteur bekannt wurde.
Maurice Trintignant, der zuvor für Vanwall startete, wechselte zu Bugatti, die als Team in die Formel 1 einstiegen. Trintignant war der einzige Fahrer für das Team, als Wagen wurde der neue Bugatti T251 verwendet, der von einem Heckmotor angetrieben wurde. Für Bugatti war dies jedoch die einzige Teilnahme an einem Formel-1-Rennen, da der Wagen nicht konkurrenzfähig war.

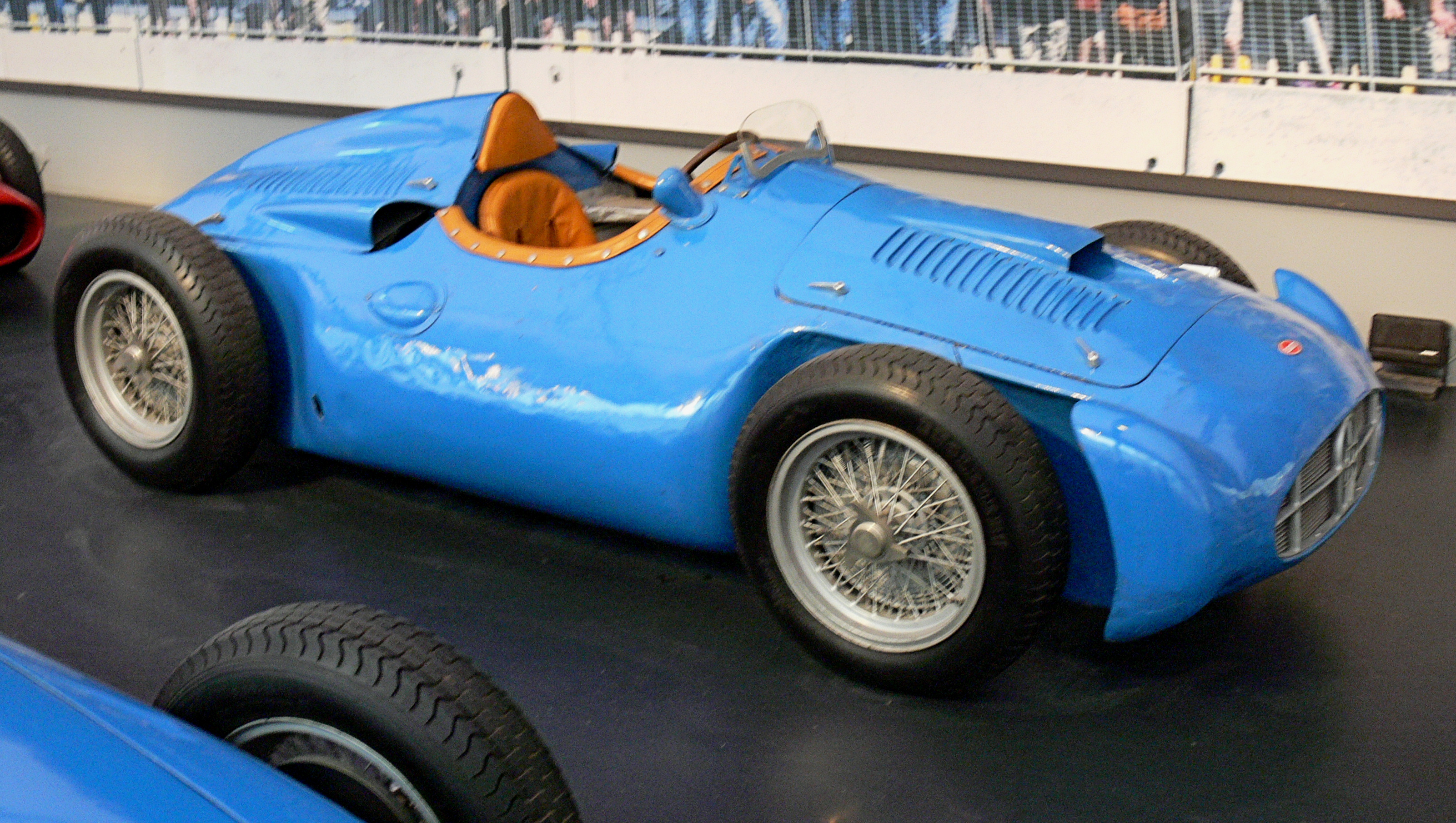
Bugatti Type 251

Das französische Team Gordini nahm ebenfalls wieder an einem Rennen teil, mit drei Wagen für die Fahrer Robert Manzon, Hernando da Silva Ramos und André Pilette und drei Fahrer starteten mit privaten Maserati.
In der Fahrerwertung führte Collins zusammen mit Maserati-Fahrer Stirling Moss knapp vor Jean Behra und Fangio.
Streitereien gab es hinter den Kulissen bei Ferrari, nachdem sich die Fahrer Fangio und Castellotti über eine mangelhafte Vorbereitung der Wagen beschwert hatten. Ein drohender Streik der beiden wurde jedoch verhindert. Das Misstrauen von Fangio gegenüber Ferrari blieb jedoch bestehen und 1957 wechselte er wieder zurück zu Maserati.

### Training
Im Training waren die Ferrari erneut der Konkurrenz überlegen und belegten mit drei Wagen die gesamte erste Startreihe. Fangio war wie in den Rennen zuvor der schnellste im Training und gewann die Pole-Position mit über einer Sekunde Vorsprung auf den zweitplatzierten Castellotti. Eine weitere Sekunde zurück qualifizierte sich Collins auf Platz drei.
Maserati verlor im Training im Vergleich zu vorangegangenen Rennen an Geschwindigkeit, währenddessen Vanwall erneut eine Leistungssteigerung zu vermelden hatte. Die drei Wagen von Vanwall waren in der Lage mit den Ferraris mitzuhalten und qualifizierten sich auf den Plätzen vier bis sechs. Während des Trainings kam es jedoch zu einer Kollision zwischen Chapman und Hawthorn, die weitere Zeitverbesserungen des Teams verhinderten. Aufgrund einer Verletzung und dem beschädigten Wagen in Folge des Unfalls war es Chapman daraufhin nicht möglich am Rennen teilzunehmen. Schell verbesserte sich nach dem Unfall noch auf Position vier, eine halbe Sekunde langsamer als Collins.
Die Titelkandidaten und Maserati-Fahrer Moss und Behra platzierten sich auf Position sieben und acht knapp hinter den Vanwall, vierter Ferrari-Fahrer und Debütant Portago startete von Platz neun. Die Top zehn der Startaufstellung wurde von Luigi Villoresi komplettiert, der somit bester derjenigen Fahrer war, die mit einem privaten Maserati am Rennen teilnahmen.
Gordini qualifizierte sich erneut im hinteren Mittelfeld, beste Startposition war Platz 14 von da Silva Ramos. Trintignant im Bugatti, dem einzigen Wagen mit Heckmotor im Feld startete vom drittletzten Platz, mit über 18 Sekunden Rückstand auf Fangios Trainingszeit.

### Rennen
Bereits in der ersten Rennrunde zeigte sich die Dominanz der Scuderia Ferrari. Collins ging vor Castellotti und Fangio in Führung und die drei Ferrari-Fahrer setzten sich in der ersten Rennrunde mehrere Sekunden von der Konkurrenz ab. Dahinter duellierten sich Moss und Schell, der sich Position vier hinter den Ferrari sicherte. Moss fiel weiter zurück, als ihn auch Hawthorn im Vanwall überholte. In den nächsten beiden Rennrunden überholte Hawthorn seinen Teamkollegen Schell und lag damit hinter den drei führenden Ferrari. Trintignant im neuen Bugatti lag abgeschlagen am Ende des Feldes und hatte Schwierigkeiten beim Handling des Wagens.
Schells Vanwall erlitt in Runde fünf einen Motorschaden, Moss Maserati fiel in Runde zwölf mit einem defekten Getriebe aus. Beide Fahrer setzten das Rennen kurze Zeit später fort, Schell fuhr im Wagen von Hawthorn ab Runde zehn weiter und Moss übernahm in Runde 20 wie beim Rennen zuvor den Wagen seines Teamkollegen Cesare Perdisa. An der Spitze duellierten sich die Ferrari untereinander, Fangio beanspruchte die Führung für sich. In der zehnten Rennrunde lagen hinter ihm Collins und Castellotti, sowie Hawthorn, Portago und Gendebien. Hawthorn übergab so früh im Rennen seinen Wagen, da ihm die Konzentration fehlte, denn er nahm in der Nacht zuvor an einem 12-Stunden-Rennen teil.
In Rennrunde 18 folgte das Rennende für Trintignant nach technischen Problemen an seinem Bugatti. Für das Team verlief der Grand Prix derart enttäuschend und erfolglos, dass man sich entschied an keinem weiteren Rennen teilzunehmen und Bugatti schied somit aus der Formel 1 aus.
De Portago, der in seinem ersten Rennen Aussicht auf eine Punkteplatzierung hatte, schied in Runde 20 mit einem Getriebeschaden aus, wodurch Schell wieder Position vier innehatte. Er stellte einen neuen Rundenrekord auf, verringerte in den folgenden Runden den Vorsprung der Ferraris und griff in Runde 31 Castellotti und Collins an. Schell überholte beide und lag für sechs Runden auf Platz zwei, bis Ferrari bemerkte, dass Schell nicht wie vermutet eine Runde zurücklag, sondern im Wagen von Hawthorn fuhr. Daraufhin erhöhten sie das Tempo und sowohl Collins als auch Castellotti überholten Schell wieder, der kurz darauf technische Probleme an seinem Wagen bekam und den Vanwall fünf Minuten lang in der Box reparieren lassen musste. Zur selben Zeit kam auch Fangio an die Box, ebenfalls für einen mehrminütigen Reparaturboxenstopp, der ihn bis auf Platz vier zurückfallen ließ.
Das Rennergebnis war somit wenige Runden vor Schluss entschieden, da Ferrari seine Fahrer anwies, die Positionen an der Spitze zu halten. Collins gewann seinen zweiten Grand Prix in Folge und fuhr mit einem Vorsprung von 0,3 Sekunden nur knapp vor seinem Teamkollegen Castellotti ins Ziel. Behra auf Maserati komplettierte das Podium, da Fangio trotz eines neuen Rundenrekordes in der letzten Rennrunde nicht mehr auf ihn aufholte. Die letzten beiden Punkte für Position fünf gingen an Maserati und wurden von Moss und Perdisa geteilt.
Collins baute sich in der Fahrerwertung durch den Sieg einen Vorsprung von fünf Punkten auf Platz zwei auf, den nun Behra innehatte.
Fangio lag weiterhin einen Punkt hinter Behra und stieg einen Platz auf Position drei auf. Moss verlor die Führung in der Fahrerwertung und fiel auf Platz vier zurück. Weiterhin auf Position fünf in der Fahrerwertung lag der Indianapolis-500-Sieger Pat Flaherty, der jedoch an keinem weiteren Rennen der Saison teilnahm.

## Meldeliste
| Team                      | Nr. | Fahrer                  | Chassis          | Motor           | Reifen |
| ------------------------- | --- | ----------------------- | ---------------- | --------------- | ------ |
| Officine Alfieri Maserati | 02  | Stirling Moss           | Maserati 250F    | Maserati 2.5 L6 | P      |
| Officine Alfieri Maserati | 04  | Jean Behra              | Maserati 250F    | Maserati 2.5 L6 | P      |
| Officine Alfieri Maserati | 06  | Cesare Perdisa          | Maserati 250F    | Maserati 2.5 L6 | P      |
| Officine Alfieri Maserati | 06  | Stirling Moss           | Maserati 250F    | Maserati 2.5 L6 | P      |
| Officine Alfieri Maserati | 08  | Piero Taruffi           | Maserati 250F    | Maserati 2.5 L6 | P      |
| Officine Alfieri Maserati | 40  | Paco Godia              | Maserati 250F    | Maserati 2.5 L6 | P      |
| Scuderia Ferrari          | 10  | Juan Manuel Fangio      | Ferrari D50      | Ferrari 2.5 V8  | E      |
| Scuderia Ferrari          | 12  | Eugenio Castellotti     | Ferrari D50      | Ferrari 2.5 V8  | E      |
| Scuderia Ferrari          | 14  | Peter Collins           | Ferrari D50      | Ferrari 2.5 V8  | E      |
| Scuderia Ferrari          | 16  | Alfonso de Portago      | Ferrari D50      | Ferrari 2.5 V8  | E      |
| Scuderia Ferrari          | 44  | Olivier Gendebien       | Ferrari D50      | Ferrari 2.5 V8  | E      |
| Vandervell Products Ltd   | 22  | Harry Schell            | Vanwall VW56     | Vanwall 2.5 L4  | P      |
| Vandervell Products Ltd   | 24  | Mike Hawthorn           | Vanwall VW56     | Vanwall 2.5 L4  | P      |
| Vandervell Products Ltd   | 24  | Harry Schell            | Vanwall VW56     | Vanwall 2.5 L4  | P      |
| Vandervell Products Ltd   | 26  | Colin Chapman           | Vanwall VW56     | Vanwall 2.5 L4  | P      |
| Automobiles Bugatti       | 28  | Maurice Trintignant     | Bugatti Type 251 | Bugatti 2.5 L8  | E      |
| Equipe Gordini            | 30  | Robert Manzon           | Gordini Type 32  | Gordini 2.5 L8  | E      |
| Equipe Gordini            | 32  | Hernando da Silva Ramos | Gordini Type 32  | Gordini 2.5 L8  | E      |
| Equipe Gordini            | 34  | André Pilette           | Gordini Type 16  | Gordini 2.5 L6  | E      |
| Ecurie Rosier             | 36  | Louis Rosier            | Maserati 250F    | Maserati 2.5 L6 | P      |
| Luigi Piotti              | 38  | Luigi Villoresi         | Maserati 250F    | Maserati 2.5 L6 | P      |
| André Simon               | 42  | André Simon             | Maserati 250F    | Maserati 2.5 L6 | P      |

Anmerkungen
1. ↑  Perdisa fuhr den Wagen 20 Runden, Moss 39 Runden.
2. ↑  Hawthorn fuhr den Wagen 10 Runden, Schell 46 Runden.

## Klassifikationen

### Qualifying
| Pos. | Fahrer                  | Konstrukteur | Zeit   | Start |
| ---- | ----------------------- | ------------ | ------ | ----- |
| 01   | Juan Manuel Fangio      | Ferrari      | 2:23,3 | 01    |
| 02   | Eugenio Castellotti     | Ferrari      | 2:24,6 | 02    |
| 03   | Peter Collins           | Ferrari      | 2:25,6 | 03    |
| 04   | Harry Schell            | Vanwall      | 2:26,1 | 04    |
| 05   | Colin Chapman           | Vanwall      | 2:26,8 | 05    |
| 06   | Mike Hawthorn           | Vanwall      | 2:27,0 | 06    |
| 07   | Jean Behra              | Maserati     | 2:27,8 | 07    |
| 08   | Stirling Moss           | Maserati     | 2:29,9 | 08    |
| 09   | Alfonso de Portago      | Ferrari      | 2:30,9 | 09    |
| 10   | Luigi Villoresi         | Maserati     | 2:33,3 | 10    |
| 11   | Olivier Gendebien       | Ferrari      | 2:34,5 | 11    |
| 12   | Louis Rosier            | Maserati     | 2:35,3 | 12    |
| 13   | Piero Taruffi           | Maserati     | 2:35,6 | 13    |
| 14   | Hernando da Silva Ramos | Gordini      | 2:35,9 | 14    |
| 15   | Robert Manzon           | Gordini      | 2:36,0 | 15    |
| 16   | Cesare Perdisa          | Maserati     | 2:36,4 | 16    |
| 17   | Paco Godia              | Maserati     | 2:40,0 | 17    |
| 18   | Maurice Trintignant     | Bugatti      | 2:41,9 | 18    |
| 19   | André Pilette           | Gordini      | 2:46,8 | 19    |
| 20   | André Simon             | Maserati     | 2:47,9 | 20    |

### Rennen
| Pos. | Fahrer                       | Konstrukteur | Runden | Stopps | Zeit       | Start | Schnellste Runde |
| ---- | ---------------------------- | ------------ | ------ | ------ | ---------- | ----- | ---------------- |
| 01   | Peter Collins                | Ferrari      | 61     |        | 2:34:23,4  | 03    |                  |
| 02   | Eugenio Castellotti          | Ferrari      | 61     |        | + 0,3      | 02    |                  |
| 03   | Jean Behra                   | Maserati     | 61     |        | + 1:29,9   | 07    |                  |
| 04   | Juan Manuel Fangio           | Ferrari      | 61     |        | + 1:35,1   | 01    | 2:25,8           |
| 05   | Cesare Perdisa Stirling Moss | Maserati     | 59     |        | + 2 Runden | 13    |                  |
| 06   | Louis Rosier                 | Maserati     | 58     |        | + 3 Runden | 12    |                  |
| 07   | Paco Godia                   | Maserati     | 57     |        | + 4 Runden | 17    |                  |
| 08   | Hernando da Silva Ramos      | Gordini      | 57     |        | + 4 Runden | 14    |                  |
| 09   | Robert Manzon                | Gordini      | 56     |        | + 5 Runden | 15    |                  |
| 10   | Mike Hawthorn Harry Schell   | Vanwall      | 56     |        | + 5 Runden | 06    |                  |
| 11   | André Pilette                | Gordini      | 55     |        | + 6 Runden | 19    |                  |
| –    | André Simon                  | Maserati     | 45     |        | DNF        | 20    |                  |
| –    | Piero Taruffi                | Maserati     | 38     |        | DNF        | 16    |                  |
| –    | Olivier Gendebien            | Ferrari      | 37     |        | DNF        | 11    |                  |
| –    | Luigi Villoresi              | Maserati     | 21     |        | DNF        | 10    |                  |
| –    | Alfonso de Portago           | Ferrari      | 19     |        | DNF        | 09    |                  |
| –    | Maurice Trintignant          | Bugatti      | 17     |        | DNF        | 18    |                  |
| –    | Stirling Moss                | Maserati     | 12     |        | DNF        | 08    |                  |
| –    | Harry Schell                 | Vanwall      | 5      |        | DNF        | 04    |                  |
| DNS  | Colin Chapman                | Vanwall      | –      | –      | –          | 05    | –                |

## WM-Stand nach dem Rennen
Die ersten fünf bekamen 8, 6, 4, 3 bzw. 2 Punkte; einen Punkt gab es für die schnellste Runde. Es zählten nur die fünf besten Ergebnisse aus acht Rennen.

### Fahrerwertung
| Pos. | Fahrer                  | Konstrukteur       | Punkte |
| ---- | ----------------------- | ------------------ | ------ |
| 01   | Peter Collins           | Ferrari            | 19     |
| 02   | Jean Behra              | Maserati           | 14     |
| 03   | Juan Manuel Fangio      | Ferrari            | 13     |
| 04   | Stirling Moss           | Maserati           | 12     |
| 05   | Pat Flaherty            | Watson             | 8      |
| 06   | Eugenio Castellotti     | Ferrari            | 7,5    |
| 07   | Paul Frère              | Ferrari            | 6      |
| 08   | Sam Hanks               | Kurtis Kraft       | 6      |
| 09   | Luigi Musso             | Ferrari            | 4      |
| 10   | Mike Hawthorn           | Maserati / Vanwall | 4      |
| 11   | Don Freeland            | Phillips           | 4      |
| 12   | Harry Schell            | Vanwall            | 3      |
| 13   | Johnnie Parsons         | Kurtis Kraft       | 3      |
| 14   | Cesare Perdisa          | Maserati           | 3      |
| 15   | Olivier Gendebien       | Ferrari            | 2      |
| 16   | Hernando da Silva Ramos | Gordini            | 2      |
| 17   | Dick Rathmann           | Kurtis Kraft       | 2      |
| 18   | Luigi Villoresi         | Maserati           | 2      |
| 19   | Chico Landi             | Maserati           | 1,5    |

| Pos. | Fahrer                | Konstrukteur | Punkte |
| ---- | --------------------- | ------------ | ------ |
| 20   | Gerino Gerini         | Maserati     | 1,5    |
| 21   | Paul Russo            | Kurtis Kraft | 1      |
| 22   | André Pilette         | Gordini      | 0      |
| 23   | Louis Rosier          | Maserati     | 0      |
| 24   | Francisco Godia-Sales | Maserati     | 0      |
| 25   | Élie Bayol            | Gordini      | 0      |
| 26   | Horace Gould          | Maserati     | 0      |
| 27   | Robert Manzon         | Gordini      | 0      |
| –    | Óscar González        | Maserati     | 0      |
| –    | Alberto Uria          | Maserati     | 0      |
| –    | Luigi Piotti          | Maserati     | 0      |
| –    | Carlos Menditéguy     | Maserati     | 0      |
| –    | José Froilán González | Maserati     | 0      |
| –    | Maurice Trintignant   | Vanwall      | 0      |
| –    | Piero Scotti          | Connaught    | 0      |
| –    | André Simon           | Maserati     | 0      |
| –    | Piero Taruffi         | Maserati     | 0      |
| –    | Alfonso de Portago    | Ferrari      | 0      |